# Leichtathletik-Weltmeisterschaften 2017/Teilnehmer (Venezuela)
| Gelbes Symbol für Goldmedaillen mit stilisierten Olympischen Ringen | Graues Symbol für Silbermedaillen mit stilisierten Olympischen Ringen | Braundes Symbol für Bronzemedaillen mit stilisierten Olympischen Ringen |
| ------------------------------------------------------------------- | --------------------------------------------------------------------- | ----------------------------------------------------------------------- |
| 1                                                                   | —                                                                     | 1                                                                       |

Von Venezuela wurden sieben Athletinnen und vier Athleten für die Leichtathletik-Weltmeisterschaften 2017 in London nominiert.

## Ergebnisse

### Frauen

#### Laufdisziplinen
| Athletin              | Disziplin   | Vorlauf | Vorlauf | Halbfinale         | Halbfinale         | Finale             | Finale             |
| Athletin              | Disziplin   | Zeit    | Platz   | Zeit               | Platz              | Zeit               | Platz              |
| --------------------- | ----------- | ------- | ------- | ------------------ | ------------------ | ------------------ | ------------------ |
| Andrea Purica         | 100 m       | 11,43 s | 29      | nicht qualifiziert | nicht qualifiziert | nicht qualifiziert | nicht qualifiziert |
| Nediam Vargas         | 200 m       | 24,35 s | 44      | nicht qualifiziert | nicht qualifiziert | nicht qualifiziert | nicht qualifiziert |
| Milángela Rosales     | 20 km Gehen |         |         |                    |                    | 1:38:08 h          | 46                 |
| María Grazzia Bianchi | Marathon    |         |         |                    |                    | 3:04:11 h          | 77                 |
| Yolymar Pineda        | Marathon    |         |         |                    |                    | DNF                | DNF                |

#### Sprung/Wurf
| Athletin         | Disziplin      | Qualifikation | Qualifikation | Finale     | Finale |
| Athletin         | Disziplin      | Weite/Höhe    | Platz         | Weite/Höhe | Platz  |
| ---------------- | -------------- | ------------- | ------------- | ---------- | ------ |
| Robeilys Peinado | Stabhochsprung | 4,55 m        | 2             | 4,65 m NR  | Bronze |
| Yulimar Rojas    | Dreisprung     | 14,52 m       | 2             | 14,91 m    | Gold   |

### Männer

#### Laufdisziplinen
| Athlet            | Disziplin        | Vorlauf     | Vorlauf | Halbfinale | Halbfinale | Finale             | Finale             |
| Athlet            | Disziplin        | Zeit        | Platz   | Zeit       | Platz      | Zeit               | Platz              |
| ----------------- | ---------------- | ----------- | ------- | ---------- | ---------- | ------------------ | ------------------ |
| Jose Peña         | 3000 m Hindernis | 8:35,17 min | 12      |            |            | nicht qualifiziert | nicht qualifiziert |
| Richard Vargas    | 20 km Gehen      |             |         |            |            | DSQ                | ––                 |
| Luis Alberto Orta | Marathon         |             |         |            |            | 2:33:42 PB         | 68                 |

#### Sprung/Wurf
| Athlet     | Disziplin  | Qualifikation | Qualifikation | Finale             | Finale             |
| Athlet     | Disziplin  | Weite/Höhe    | Platz         | Weite/Höhe         | Platz              |
| ---------- | ---------- | ------------- | ------------- | ------------------ | ------------------ |
| Eure Yánez | Hochsprung | 2,26 m        | 19            | nicht qualifiziert | nicht qualifiziert |